# Sunda (Geologie)

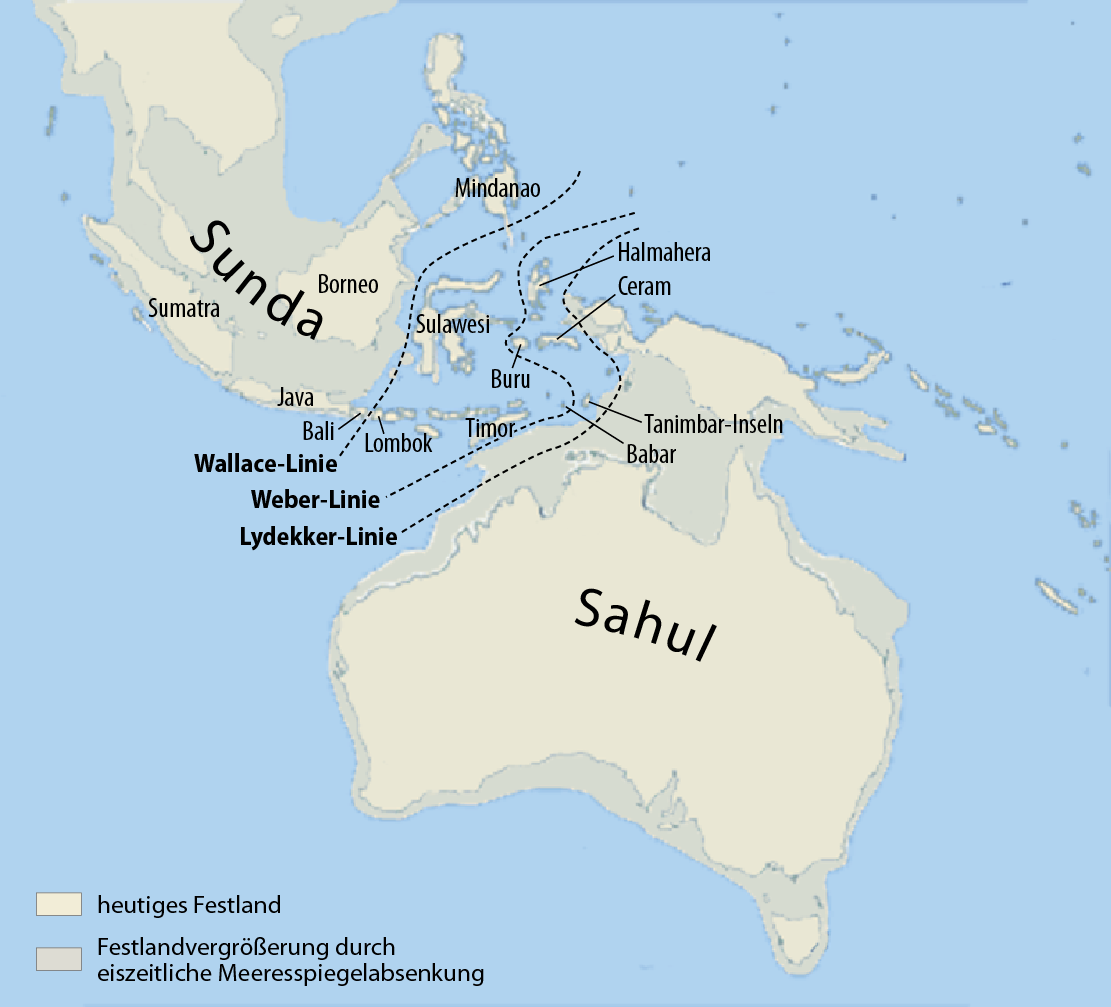
Karte mit Sahul und Sunda

Als Sunda oder Sundaland wird eine zusammenhängende Landmasse bezeichnet, die während der letzten Kaltzeit bestand. Damals lag der Meeresspiegel tiefer als heute, so dass die heutigen Inseln Borneo, Sumatra, Java, Palawan und weitere kleinere Inseln Südostasiens zusammen mit Hinterindien Teil des asiatischen Kontinents waren. Heute sind die damaligen tief liegenden Landflächen ein von Meeren, wie beispielsweise der etwa 80 m tiefen Javasee, bedeckter Kontinentalschelf. 
Südöstlich von Sunda lag damals die heute ebenfalls nicht mehr bestehende zusammenhängende Landmasse Sahul. Beide Landmassen waren von den Kleinen Sundainseln nur durch schmale Meerengen getrennt, so dass beispielsweise Menschen sie mit Booten überqueren konnten. Im Südosten verläuft auch die Wallace-Linie, welche die biogeografische Übergangszone zwischen  asiatischer und australischer Flora und Fauna anzeigt.